# Collettea longisetosa
Collettea longisetosa is een naaldkreeftjessoort uit de familie van de Colletteidae. De wetenschappelijke naam van de soort is voor het eerst geldig gepubliceerd in 2011 door Larsen.